# Yossi Matias

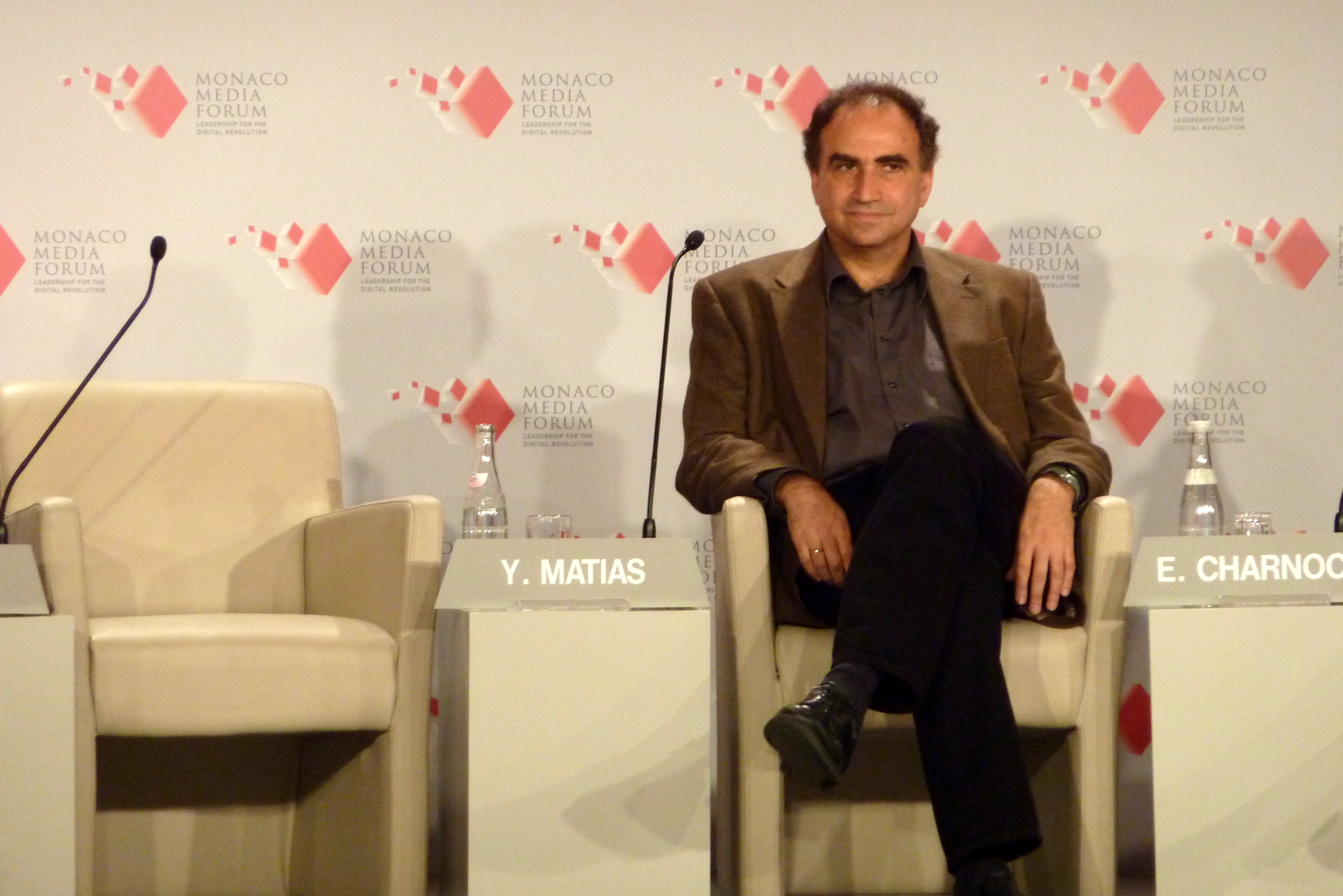
Yossi Matias

Yossi Matias ist ein israelischer Informatiker und Google-Manager.
Matias wurde 1992 an der Universität Tel Aviv bei Uzi Vishkin in Informatik promoviert (Highly parallel randomized algorithmics). Er war an den Bell Laboratories, Gastprofessor an der Stanford University und ist Professor an der Universität Tel Aviv.
1996 leitete er das Lucent Personal Web Assistant Projekt. Er war Gründer und Leiter einer Reihe von Software-Firmen (Zapper Technologies 1999, Hyperroll, das von Oracle übernommen wurde).
Er war 2006 Gründer des Google-Forschungszentrums in Israel. Dort leitete er die Entwicklung von verschiedenen Google-Produkten wie Google Trends, Google Suggest, Google Insights for Search und ist Senior Direktor von Google Search. Er initiierte auch zum Beispiel Projekte für die Online-Stellung der Sammlungen des Yad Vashem Holocaust Museum und der Schriftrollen vom Toten Meer. Er leitet den Google Campus Tel Aviv.
2005 erhielt er den Gödel-Preis mit Noga Alon und Mario Szegedy für fundamentale Beiträge zu Datenstrom-Algorithmen, 2019 den Paris-Kanellakis-Preis. Er forschte auch über Suchalgorithmen, Datenanalyse und Algorithmen für massive Datenmengen, Parallelalgorithmen, Datenkompression, Information Management Systeme, Internettechnologien, Videoverarbeitung und Datensicherheit. Er hält über 25 Patente. 2009 wurde er Fellow der Association for Computing Machinery.